# Rosica Pechliwanowa
Rosica Pechliwanowa, po mężu Jajcarowa (bułg. Росица Пехливанова, po mężu Яйцарова, ur. 31 stycznia 1955 w Sliwenie) – bułgarska lekkoatletka, biegaczka średniodystansowa.
Zajęła 5. miejsce w biegu na 800 metrów na mistrzostwach Europy juniorów w 1973 w Duisburgu.
Zdobyła srebrny medal w sztafecie 4 × 2 okrążenia na halowych mistrzostwach Europy w 1974 w Göteborgu (sztafeta biegła w składzie: Pechliwanowa, Nikolina Szterewa, Sonia Zachariewa i Tonka Petrowa). Na tych samych mistrzostwach odpadła w eliminacjach biegu na 800 metrów.
Na halowych mistrzostwach Europy w 1975 w Katowicach Pechliwanowa zdobyła brązowy medal w biegu na 800 metrów, przegrywając jedynie z Anitą Barkusky z Niemieckiej Republiki Demokratycznej i Sarmīte Štūlą ze Związku Radzieckiego. Zdobyła brązowy medal, tym razem w biegu na 1500 metrów, na letniej uniwersjadzie w 1975 w Rzymie. Na halowych mistrzostwach Europy w 1976 w Monachium zdobyła brązowy medal w biegu na 1500 metrów (wyprzedziły ją Brigitte Kraus z Republiki Federalnej Niemiec i Natalia Mărășescu z Rumunii). Odpadła w eliminacjach tej konkurencji na igrzyskach olimpijskich w 1976 w Montrealu.
Pechliwanowa była mistrzynią Bułgarii w biegu przełajowym w 1974, 1977, 1979 i 1981, a w hali zwyciężyła w biegu na 1500 metrów w 1974 i w biegu na 800 metrów w 1975.
15 lipca 1975 w Kijowie ustanowiła rekord Bułgarii w biegu na 3000 metrów rezultatem 9:07,4.